# Delonix baccal
Delonix baccal là một loài thực vật họ Đậu (Fabaceae).
Loài này có ở Ethiopia, Kenya, và Somalia.